# Collar × Malice
A Collar × Malice visual novel-videójáték, melyet az Idea Factory fejlesztett és jelentetett meg az Otomate márkanév alatt. A játék PlayStation Vita-verziója 2016. augusztus 18-án jelent meg Japánban, illetve az Aksys Games jóvoltából 2017. július 28-án Észak-Amerikában és Európában. 2020-ban egy Nintendo Switch-átirat is megjelent. A játék kedvező kritikai fogadtatásban részesült, illetve a műfaja és a célplatformja miatti szűk piact megcélzó voltához viszonyítva kereskedelmileg is jól teljesített. 2018. július 26-án Collar × Malice: Unlimited címmel egy fan disc is megjelent, illetve 2019-ben egy animeadaptációt is bejelentettek.

## Történet
A Collar × Malice visual novel, melynek középpontjában Hosino Icsika rendőrnő áll, akit a Tokió nagyváros Sindzsuku kerületének járőrözésére osztottak be. Ismeretlen emberek rátámadnak és egy méreginjekciót tartalmazó nyakörvet helyeznek el a nyaka körül, majd érintett lesz az „x napi esetben”, melyet öt egykori rendőrtiszt nyomoz.

## Fejlesztés és megjelenés
A játékot az Idea Factory fejlesztette az Otomate otomejáték-márkaneve részeként. 2015 augusztusában tizenkettő másik otomejáték társaságában jelentették be az éves megrendezésű Otomate Party rendezvényen, Japánban 2016. augusztus 18-án jelentették meg PlayStation Vitára. A játék népszerűsítése érdekében annak megjelenése előtt ahhoz kapcsolódó ajándéktárgyakat adtak ki, köztük hangjátékokat és egy Collar × Malice-illusztrációval ellátott gobelint.
Az Aksys Games a 2016-os Anime Expo rendezvényen bejelentette a játék lokalizálását és 2017-es észak-amerikai megjelenését, majd 2017 áprilisában bejelentették, hogy a játék Európában is meg fog jelenni és digitálisan és dobozos változatban is elérhető lesz. A játék 2017. július 28-án jelent meg Észak-Amerikában és Európában. 2018-ban Japánban Collar × Malice: Unlimited címmel egy fan disc is megjelent. A tervek szerint az eredeti játék és az Unlimited is meg fog jelenni világszerte Nintendo Switchre, az eredeti játék 2020. folyamán.

## Fogadtatás
| Összegzőoldal | Értékelés |
| ------------- | --------- |
| Metacritic    | 74/100    |

| Szerző | Értékelés |
| ------ | --------- |
| Famicú | 33/40     |

A Collar × Malice első heti eladási adatai eltérőek a különböző eladási listák szerint: a Media Create jelentése szerint 7271 eladott példánnyal a hét tizenegyedik legkelendőbb játéka volt, míg a Famicú adatai szerint a nyolcadik 9406 eladott példánnyal. A Siliconera szerint a játék japán nyitóheti eladásai jónak számítanak egy rétegközönséget megcélzó PlayStation Vita-visual novelnek.
A Metacritic kritikaösszegző weboldal szerint a játék „megosztott vagy átlagos” kritikai fogadtatásban részesült. A Famicú szerkesztői dicsérték a játék grafikáját és szereplőrajzait, illetve élvezték a játékos szereplője és a többi szereplő között kibontakozó kapcsolatokat. Egyiküknek tetszett a játék történetét körülölelő bizonytalanság, megjegyezve, hogy azt ritkán használják az otomejátékokban.

## Kapcsolódó média
2019. június 3-án bejelentették a játék animeadaptációját.

## Fordítás
- Ez a szócikk részben vagy egészben  a   Collar × Malice című angol Wikipédia-szócikk ezen változatának fordításán alapul.  Az eredeti cikk szerkesztőit annak laptörténete sorolja fel. Ez a jelzés csupán a megfogalmazás eredetét és a szerzői jogokat jelzi, nem szolgál a cikkben szereplő információk forrásmegjelöléseként.